# Río Barjas
El río Barjas está situado en la comarca del Bierzo, provincia de León, España.
Nace en Fonte da Moura, en la Sierra del Caurel a 1350 m s. n. m., en la confluencia del Rego da Valiña Grande y Rego dos Torgos, baña los municipios de Barjas y Trabadelo.
Está vedado para la pesca en todo su curso y en las aguas que a él fluyen.
Desemboca finalmente en el Valcarce, en el término municipal de Trabadelo en las proximidades de la localidad de San Fiz do Seo.
Pertenece a la Confederación Hidrográfica del Miño-Sil.